# ACS Volei Municipal Zalău
ACS Volei Municipal Zalău – rumuński klub siatkarski z Zalău powstały w 1983 roku pod nazwą Elcond Zalău po rozwiązaniu siatkarskiej sekcji CS Silvania Șimleu Silvaniei.
W 2003 roku klub przyjął nazwę Remat Zalău, a od czerwca 2013 roku – ACS Volei Municipal Zalău.
Ze względu na problemy finansowe klub zakończył działalność po zakończeniu sezonu 2019/2020. W 2021 roku wszczęto postępowanie upadłościowe. 1 marca 2022 roku ACS Volei Municipal Zalău został uznany za bankruta.

## Nazwy
- 1983-2003 – Elcond Zalău
- 2003-2013 – Remat Zalău
- 2013-2020 – ACS Volei Municipal Zalău

## Sukcesy
Mistrzostwo Rumunii:
- 1997, 1998, 1999, 2010, 2011, 2012, 2017
- 2014, 2015, 2016, 2019
- 2013

Puchar Rumunii:
- 2012, 2015, 2016

## Kadra

### Sezon 2017/2018
| Nr | Imię i nazwisko         | Data ur. | Wzrost | Pozycja      |
| -- | ----------------------- | -------- | ------ | ------------ |
| 1  | Mihai Tarța             | 1995     | 204    | atakujący    |
| 3  | Leonardo João Dal Bosco | 1986     | 193    | przyjmujący  |
| 5  | Răzvan Mihalcea         | 1988     | 207    | środkowy     |
| 6  | Filip Stoilović         | 1992     | 195    | przyjmujący  |
| 7  | Rareș Bălean            | 1997     | 197    | przyjmujący  |
| 8  | Mihai Gheorghiță        | 1985     | 210    | środkowy     |
| 9  | Cornel Miron            | 1994     | 197    | przyjmujący  |
| 10 | Filip Constantin        | 1997     | 190    | rozgrywający |
| 11 | Vlad Cuciureanu         | 1991     | 198    | środkowy     |
| 12 | Paul Șomoi              | 1998     | 195    | środkowy     |
| 13 | Dobromir Dimitrow       | 1991     | 198    | rozgrywający |
| 15 | Pyłyp Harmasz           | 1989     | 191    | libero       |
| 16 | Paweł Adamajtis         | 1990     | 198    | atakujący    |
| 17 | Adrian Feher            | 1979     | 187    | libero       |

### Sezon 2016/2017
| Nr | Imię i nazwisko         | Data ur. | Wzrost | Pozycja      |
| -- | ----------------------- | -------- | ------ | ------------ |
| 1  | Mihai Tarța             | 1995     | 204    | atakujący    |
| 3  | Leonardo João Dal Bosco | 1986     | 193    | przyjmujący  |
| 5  | Răzvan Mihalcea         | 1988     | 207    | środkowy     |
| 6  | Karel Linz              | 1986     | 200    | przyjmujący  |
| 7  | Rareș Bălean            | 1997     | 197    | przyjmujący  |
| 8  | Mykoła Rudnycki         | 1981     | 210    | środkowy     |
| 9  | Cornel Miron            | 1994     | 197    | przyjmujący  |
| 10 | Filip Constantin        | 1997     | 190    | rozgrywający |
| 11 | Vlad Cuciureanu         | 1991     | 198    | środkowy     |
| 12 | Paul Șomoi              | 1998     | 195    | środkowy     |
| 14 | Adrian Radu Gontariu    | 1984     | 205    | atakujący    |
| 16 | Matthias Valkiers       | 1990     | 198    | rozgrywający |
| 17 | Adrian Feher            | 1979     | 187    | libero       |